# Frits Lugt
Frederik Johannes Lugt, detto Frits (Amsterdam, 4 maggio 1884 – Parigi, 15 luglio 1970), è stato un collezionista d'arte e storico dell'arte olandese, autodidatta e conoscitore di stampe e disegni di artisti olandesi nonché compilatore altruista e instancabile di strumenti di riferimento essenziali che documentassero stampe e disegni del Nord Europa, francobolli da collezione e cataloghi di vendita. Un'autorità sui disegni Rembrandt, raccolse tutte le incisioni note realizzate da Rembrandt nel corso della sua carriera.

## Biografia
Lugt fu un intenditore precoce, che fece un catalogo del proprio Museo Lugtius all'età di otto anni. Incoraggiato dal padre, divenne un esperto d'arte in giovane età e abbandonò la sua istruzione formale nel 1901 per diventare un impiegato presso la casa d'aste di Frederik Muller ad Amsterdam. Il matrimonio di Lugt, nel 1910, con Jacoba Klever (1888–1969), una donna di mezzi indipendenti, gli consentì di perseguire i propri interessi, senza preoccupazioni finanziarie. Nel 1911 divenne socio dello studio, una posizione che mantenne fino al 1915. Uno dei suoi compiti nel palazzo delle aste era la compilazione dei cataloghi per le vendite all'asta. Anche se la storia dell'arte come un campo accademico non esisteva ancora, fece una scelta difficile nel concentrarsi su questa, e diede inizio alla sua carriera artistica in erba. Iniziò a collezionare opere d'arte con la moglie, viaggiando in tutta Europa e concentrandosi sui maestri del secolo d'oro olandese. Alla morte del suocero, nel 1931, la moglie ereditò una fortuna considerevole, che permise alla coppia di espandere i propri interessi di raccolta.

## Ricerca
Il suo interesse venne tradotto nell'opera in quattro volumi Répertoire des catalogues de ventes publiques intéressant l'art ou la curiosité ("Repertorio dei cataloghi pubblici che si occupano di arte o di oggetti d'arte") pubblicato nel 1938, 1953, 1964 e (postumo) nel 1987 che fornisce i dettagli essenziali di cataloghi di vendita pubblicati nel corso degli anni che vanno dal 1600 al 1925 o detenuti in collezioni pubbliche in Europa e Nord America. Il "numero Lugt" di un catalogo di vendita è un riferimento molto comune. Mentre era ancora occupato con questo progetto, donò la sua vasta collezione di cataloghi di vendita e materiali documentari other alla Rijksbureau voor Kunsthistorische Documentatie de L'Aia insieme alla sua biblioteca personale, sotto la forma di un "prestito permanente."

## Marchi di collezionisti
Nel 1921, completò la sua prima opera importante sulla storia dell'arte, Les marques de collections de dessins et d’estampes, il repertorio definitivo sui marchi di identificazione dei collezionisti e di timbri su disegni e stampe, con una breve biografia descrittiva di ogni singolo proprietario e una descrizione della collezione particolare; il lavoro è il riferimento essenziale per stabilire la provenienza di stampe e disegni di antichi maestri. Nel 1956 questo primo volume venne seguito da un supplemento.

## Cataloghi di inventario per le collezioni di Parigi
Nel 1922 fu incaricato di compilare il catalogo inventario dei disegni olandesi e fiamminghi nel Museo del Louvre. Il primo volume apparve nel 1927, ma la serie alla fine comprendeva nove volumi di catalogazione di disegni delle scuole del Nord Europa, non solo dalla collezione del Louvre, ma anche in altre collezioni di Parigi, tra cui quella del Petit Palais (la raccolta di Eugène Dutuit), della Bibliothèque Nationale e dell'École des Beaux-Arts. Nel 1932 trasferì la sua famiglia e la crescente collezione d'arte alla Lange Vijverberg a L'Aia, nella casa che oggi ospita il Museo Bredius. Questo edificio era a poche centinaia di metri dal giovane Istituto olandese per la storia dell'arte (RKD) e di fronte al Mauritshuis  attraverso l'Hofvijver.

## Oberlin College
Quando la guerra minacciò i Paesi Bassi, i Lugts inviarono i primi pezzi della loro impressionante collezione di disegni, stampe, libri e dipinti in sei spedizioni in Svizzera. Durante la seconda guerra mondiale, la coppia fuggì negli Stati Uniti, dove Wolfgang Stechow assicurò a Lugt una sistemazione temporanea trovandogli un posto da insegnante di storia dell'arte presso l'Oberlin College in Ohio. Mentre era negli Stati Uniti, Lugt venne colpito dal numero di istituzioni pubbliche fondate da lasciti privati. Dopo la guerra tornarono a L'Aia, accompagnati da una cinquantina di casse di libri, cataloghi, riviste e riproduzioni, la maggior parte delle quali diede alla RKD. Insieme, marito e moglie, procedettero a recuperare i pezzi della loro collezione che non avevano precedentemente inviati in Svizzera e che erano stati sequestrati dalle forze di occupazione tedesche.

## Fondazione Custodia
Nello stile degli autodidatti filantropi statunitensi come Andrew Carnegie, Lugt, la cui devota fede mennonita lo portò a considerare la loro collezione d'arte come un dono di Dio, cercò un centro culturale che avrebbe potuto rendere la loro collezione accessibile al pubblico: il risultato fu la Fondazione Custodia (1947), che continua a conservare la collezione d'arte dei Lugt, ospitata nel settecentesco Hôtel Turgot, rue de Lille a Parigi. La successiva mossa di Lugt fu la creazione di un alloggio per un centro dedicato alle borse di studio per le arti dei Paesi Bassi. Dopo tentativi di trovare la soluzione nella loro casa sul Lange Vijverberg a L'Aia, optò per l'Institut Néerlandais di Parigi (1957).

## Eredità
Frits Lugt sopravvisse alla moglie per meno di un anno. Nel suo catalogo di vendita per l'illustre collezionista d'arte del XVIII secolo Pierre-Jean Mariette, appose la dedica "il tuo molto umile e molto obbligato bis-bis-nipote". Certamente riuscì a raccogliere molta più arte che Mariette. Al momento della sua morte, la collezione Lugt consisteva in circa seimila disegni, trentamila stampe e duecento dipinti. La sua ricerca è conservata nelle banche dati del RKD, mentre gran parte della sua arte è ancora conservata a Parigi.